# ウィークエンド・イン・モナコ
| 専門評論家によるレビュー | 専門評論家によるレビュー |
| レビュー・スコア         | レビュー・スコア         |
| 出典                     | 評価                     |
| ------------------------ | ------------------------ |
| Allmusic                 | link                     |

『ウィークエンド・イン・モナコ』（Weekend in Monaco）は、フュージョン・バンド、ザ・リッピントンズが1992年にGRPレコードよりリリースしたアルバム。
前作『カーヴス・アヘッド』まではレギュラーメンバーに加え、ゲストが参加していたが、本作ではメンバーはほぼ固定されている。

## トラック・リスト
| 全作曲: ラス・フリーマン。 |                                                                              |       |                  |      |
| #                          | タイトル                                                                     | 作詞  | 作曲・編曲       | 時間 |
| 1.                         | 「ウィークエンド・イン・モナコ - "Weekend in Monaco"」                       |       | ラス・フリーマン | 5:19 |
| 2.                         | 「サン・トロペ - "St. Tropez"」                                              |       | ラス・フリーマン | 5:55 |
| 3.                         | 「ウィーン - "Vienna"」                                                      |       | ラス・フリーマン | 4:49 |
| 4.                         | 「インディアン・サマー - "Indian Summer"」                                   |       | ラス・フリーマン | 5:44 |
| 5.                         | 「ア・プレイス・フォー・ラヴァーズ - "A Place for Lovers"」                  |       | ラス・フリーマン | 5:12 |
| 6.                         | 「カーニヴァル! - "Carnival"」                                               |       | ラス・フリーマン | 5:45 |
| 7.                         | 「モカ・ジャヴァ - "Moka Java"」                                             |       | ラス・フリーマン | 5:46 |
| 8.                         | 「ハイローラー - "Highroller"」                                              |       | ラス・フリーマン | 5:56 |
| 9.                         | 「ホエア・ザ・ロード・ウィル・リード・アス - "Where the Road Will Lead Us"」 |       | ラス・フリーマン | 4:15 |
| 合計時間:                  | 合計時間:                                                                    | 48:41 |                  |      |

## パーソネル
- ラス・フリーマン - ギター、キーボード、ベース
- トニー・モレイアス - ドラムス
- キム・ストーン - ベース
- ジェフ・カシワ - サックス、EWI
- スティーヴ・リード - パーカッション
- マーク・ポートマン - ピアノ